# فرودگاه صحرایی ارتشی هنری پوست
فرودگاه صحرایی ارتشی هنری پوست (به انگلیسی: Henry Post Army Airfield) یک فرودگاه نظامی با کد یاتا FSI است که یک باند فرود بتن دارد و طول باند آن ۱۵۲۴ متر است. این فرودگاه در کشور ایالات متحده آمریکا قرار دارد و در ارتفاع ۳۶۲ متری از سطح دریا واقع شده‌است.